# Iwona Dzięcioł-Marcinkiewicz
Iwona Dzięcioł-Marcinkiewicz (ur. 23 maja 1975 w Warszawie)  – polska łuczniczka sportowa. Brązowa medalistka olimpijska z Atlanty (1996) w drużynie i uczestniczka igrzysk olimpijskich (2004, 2008), dwukrotna mistrzyni Europy (2004, 2008) oraz mistrzyni Polski (2002, 2004, 2006).
Jest absolwentką warszawskiego XIX Liceum Ogólnokształcącego im. Powstańców Warszawy. Następnie ukończyła studia w Instytucie Turystyki Krajów Biblijnych Wyższego Seminarium Duchownego w Warszawie (2002). Od 1987 należała do klubu sportowego Drukarz Warszawa. Jej trenerami byli: Roman Staszewski, Paweł Soliński oraz Stanisław Stuligłowa (trener reprezentacji Polski).
Podczas Igrzysk Olimpijskich w Atlancie (1996) w wieloboju indywidualnym w rundzie eliminacyjnej zajęła 57. miejsce, a w klasyfikacji końcowej 33. Natomiast w wieloboju drużynowym razem z Katarzyną Klatą i Joanną Nowicką, w rundzie eliminacyjnej była na 12. miejscu, a ostatecznie zdobyła brązowy medal.
Na Igrzyskach Olimpijskich w Atenach (2004) w wieloboju indywidualnym w rundzie eliminacyjnej zajęła 28. miejsce, a w klasyfikacji końcowej 20. W wieloboju drużynowym w rundzie eliminacyjnej zajęła 4. miejsce, a ostatecznie 15. (razem z Justyną Mospinek i Małgorzatą Sobieraj).
W czasie Igrzysk Olimpijskich w Pekinie (2008) w wieloboju indywidualnym w klasyfikacji końcowej zajęła 26. miejsce. W wieloboju drużynowym w rundzie eliminacyjnej zajęła 4. miejsce a ostatecznie 6 (razem z Małgorzatą Sobieraj i Justyną Mospinek.
Została członkiem honorowego komitetu poparcia Bronisława Komorowskiego przed wyborami prezydenckimi w Polsce w 2015 roku.
W 1996 roku została odznaczona przez prezydenta Aleksandra Kwaśniewskiego Srebrnym Krzyżem Zasługi „za wybitne osiągnięcia sportowe”.
Córka Andrzeja i Hanny (z d. Zdun). Z zawodu specjalista ds. turystyki. Jej mężem jest Robert Marcinkiewicz, były łucznik Stelli Kielce i trener sekcji łucznictwa w klubie KS Rokis Radzymin i RKS Marymont Warszawa. Ma córkę Marię (ur. 2000). Mieszka w Warszawie.

## Osiągnięcia sportowe
- 1996 – finalistka Halowych Mistrzostw Europy - 4. miejsce (drużynowo);
- 1996 – 1. miejsce w klasyfikacji indywidualnej GP Europy;
- 2002 – złoty medal podczas letnich Mistrzostw Polski (indywidualnie);
- 2002 – srebrny medal podczas Mistrzostw Europy w Oulu (drużynowo – razem z Małgorzatą Ćwienczek i Wioleta Myszor);
- 2003 – finalistka Mistrzostw Świata - 5. miejsce (drużynowo);
- 2003 – 3. miejsce w klasyfikacji generalnej Pucharu Europy;
- 2004 – złoty medal podczas Halowych Mistrzostw Polski (indywidualnie);
- 2004 – złoty medal podczas Mistrzostw Europy w Brukseli (indywidualnie);
- 2004 – brązowy medal podczas Mistrzostw Europy w Brukseli (drużynowo – razem z Justyną Mospinek i Małgorzatą Ćwienczek);
- 2005 – srebrny medal podczas letnich Mistrzostw Polski (indywidualnie);
- 2006 – brązowy medal podczas Mistrzostw Europy w Atenach (drużynowo – razem z Justyną Mospinek i Małgorzatą Ćwienczek);
- 2006 – złoty medal podczas Halowych Mistrzostw Polski (indywidualnie);
- 2007 – finalistka Mistrzostw Świata – 5. miejsce (drużynowo);
- 2008 – złoty medal mistrzostw Europy (drużynowo).

## Odznaczenia
- Srebrny Krzyż Zasługi – 2 września 1996